# Eumantispa bouchardi
Eumantispa bouchardi är en insektsart som först beskrevs av Navás 1909.  Eumantispa bouchardi ingår i släktet Eumantispa och familjen fångsländor. Inga underarter finns listade i Catalogue of Life.